# Émeute de Harehills en 2024
Ne doit pas être confondu avec Émeute de Harehills en 2001.
L'émeute de Harehills en 2024 se déroule le 18 juillet dans le quartier de Harehills (en), en Angleterre, opposant les habitants locaux à la police départementale.
L'incident se déclenche par une dispute au sujet de quatre enfants d'une famille rom pris en charge par les services sociaux et la police. La situation dégénère lorsque les habitants, en colère et filmant la police, se rassemblent, ce qui force la police à battre en retraite. Au cours de ce rassemblement se produisent des affrontements violents entre les résidents locaux et les policiers, entraînant le renversement d'une voiture de police, l'incendie d'un bus à impériale, un blocage d'une route principale et des troubles généralisés dans les rues.

## Contexte
Harehills est un quartier diversifié de classes populaires de la ville de Leeds, avec d'importantes populations de Roms et de Pakistanais,. En 2020, les pouvoirs publics décrivent le quartier comme la deuxième zone la plus défavorisée socio-économiquement de la ville,.
Plus tôt en 2024, les Leeds Children's Services déposent des plaintes au tribunal de la famille anglais affirmant qu'un bébé avait été blessé et que la famille pourrait tenter de faire sortir les enfants du pays. Le juge déclare que les enfants devaient désormais être pris en charge pour éviter cela et placés dans une famille élargie afin de garder les enfants ensemble. Le retrait et le placement des enfants sont critiqués par l'avocat du Children and Family Court Advisory and Support Service (en), affirmant que le temps alloué à la vérification des problèmes de sécurité était insuffisant.
Harehills a déjà connu des troubles civils, notamment une émeute en 2001 (en), après que la police a été accusée d'avoir été trop punitif lors de l'arrestation d'un Britannique d'origine asiatique pour une infraction au code de la route. La communauté y est considérée comme diversifiée, et c'est dans ce quartier que réside principalement la communauté rom de Leeds, décrite par un résident comme : « Roumain, Tsigane, Pakistanais, Asiatique — voilà ce que signifie être originaire de Harehills »,.

## Incident

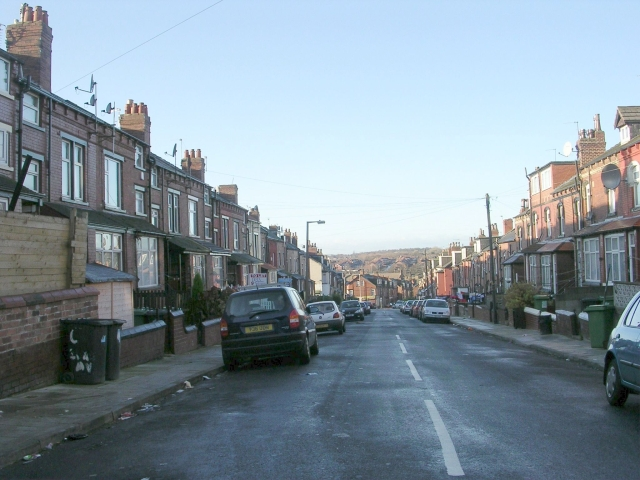
L'incident démarre dans la rue Luxor, à environ 800 mètres au nord de l'endroit où la violence atteint son apogée.

À 17 h le 18 juillet 2024, la police du West Yorkshire répond à une perturbation dans une rue résidentielle des quartiers Gipton et Harehills, déclenchée par un différend concernant quatre enfants d'une famille résidentielle rom, pris en charge par les services sociaux,,,. L'étincelle est décrite comme un « incident familial » et une « affaire de protection de l'enfance » traitée par les travailleurs sociaux,. Selon le journal britannique The Guardian, alors que la police cherche à juguler la tension, de plus en plus de personnes commencent à se rassembler sur les lieux, certains résidents devenant en colère et filmant la police, ce qui entraîne une augmentation des tensions et une fatalement une éruption de la violence.

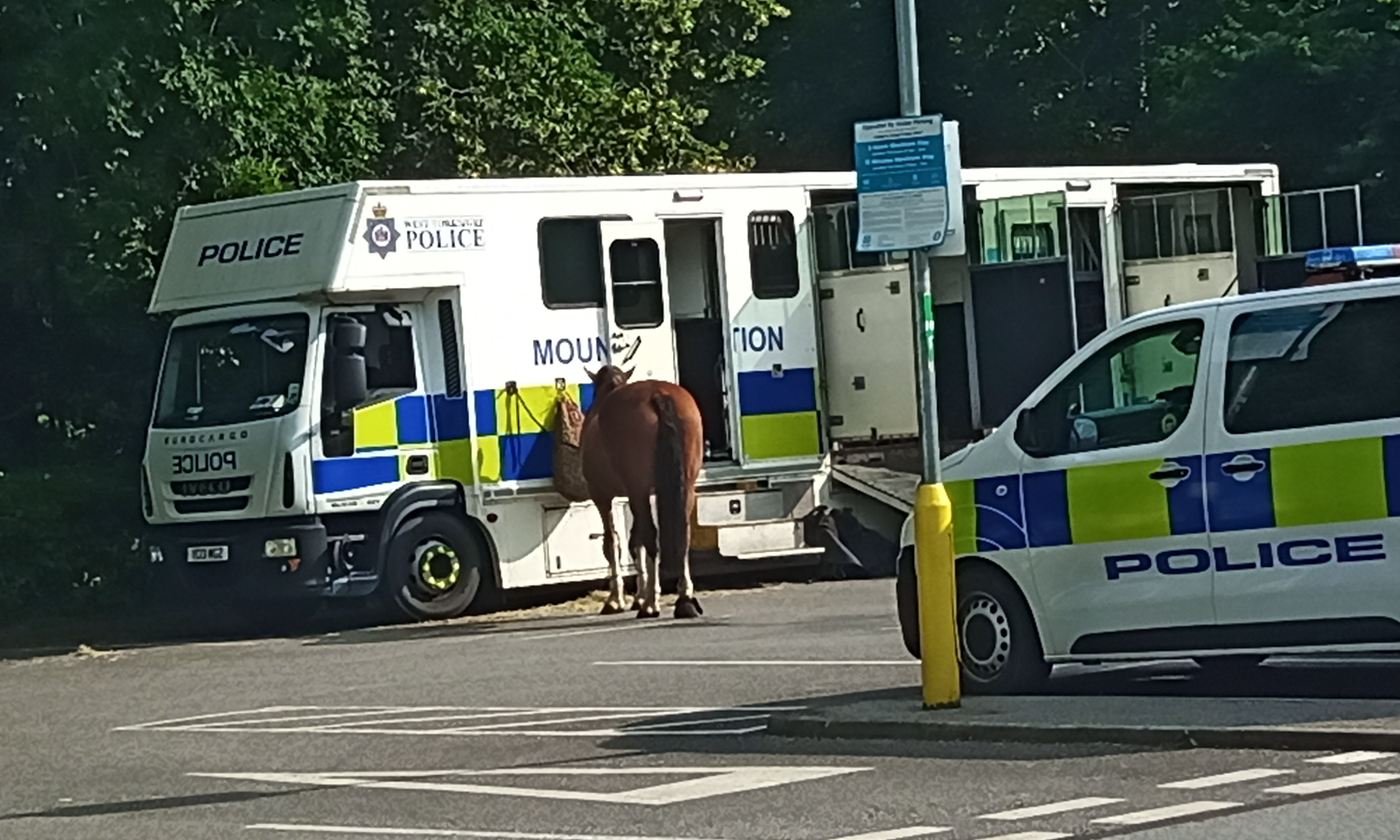
Un poste de commandement temporaire de la police du Yorkshire de l'Ouest est installé à proximité du quartier d'Oakwood dans les circonstances de l'émeute.

Des voitures de police sont incendiées et deux bus de la compagnie First Leeds (en) sont également pris d’assaut, dont l'un ayant été incendié,. Des vidéos de l'émeute publiées sur les réseaux sociaux montrent des personnes parlant roumain, renversant une voiture de police et cassant ses vitres,.
iNews rapporte que la police était en « infériorité numérique » et « a pris la fuite » en raison des troubles provoqués par les émeutes. Un certain nombre d'habitants se lamentent d'un manque de personnel d'urgence sur les lieux pendant la majeure partie de la nuit.
Tout au long de la soirée, le conseiller municipal de Gipton et de Harehills, Mothin Ali (en), est présent sur les lieux de l'émeute pour tenter d'apaiser la situation. Des vidéos publiées pendant la nuit, sur TikTok et Twitter, le montre empêcher les émeutiers de jeter des palettes en bois et des poubelles à roulettes dans le feu,. L'Independent décrit l'« héro[ïsme] » d'Ali, qui a formé un « bouclier humain » pour empêcher les gens d'ajouter davantage de matières combustibles aux incendies.

## Réactions

### Sphère politique

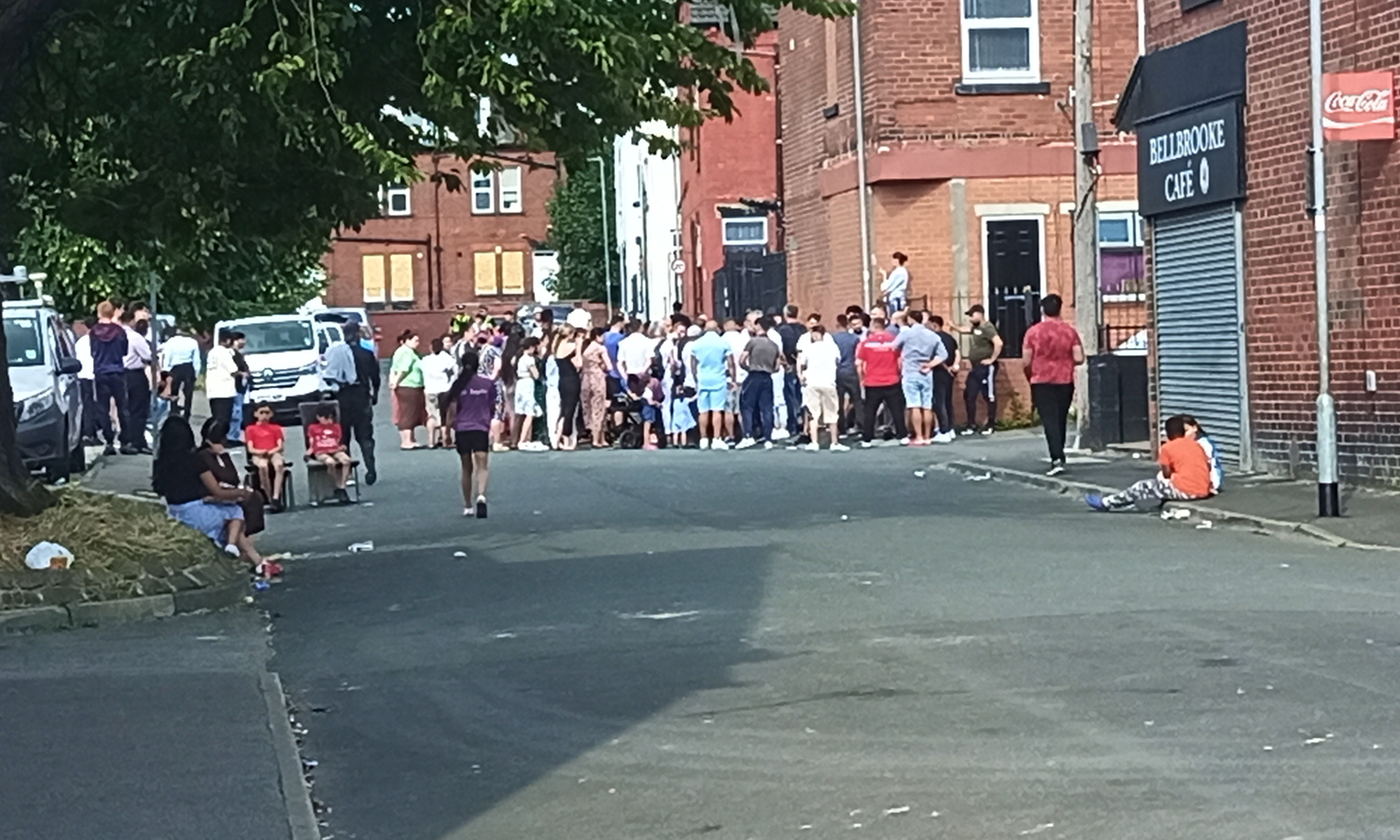
Un rassemblement de résidents le lendemain sur la rue Bellbrooke

Tracy Brabin, la maire du Yorkshire de l'Ouest, déclare avoir été « soulagée que personne n'ait été sérieusement blessé, mais elle suggère à ceux qui utilisent cela pour enflammer les tensions communautaires de reconsidérer leur position ». Lors d'une conférence de presse le lendemain de l'émeute, Brabin évoque une réunion avec des « partenaires clés », au cours de laquelle ils ont élaboré un plan pour préserver la sécurité de Harehills, avec « les imams et les chefs religieux […] faisant passer le message que nous devons rester calmes et veiller à ce que nous n'ayons pas ce que nous avons vu, ce qui était effrayant, horrible et inacceptable ».
La ministre de l'Intérieur Yvette Cooper exprime sa consternation vis-à-vis de « ces scènes choquantes » qui « n'ont pas leur place dans notre société ».

L’extrême droite et les utilisateurs des réseaux sociaux imputent les émeutes à la communauté musulmane locale. Le conseiller musulman vert britannique Mothin Ali (en), qui était sur place pour tenter de calmer la situation et réclamer aux policiers de parler aux émeutiers en ourdou, est victime de diffamations en ligne et reçoit des menaces de mort après la couverture médiatique,,.

## Réseaux sociaux
Des vidéos et des images de l'émeute se répandent rapidement sur des plateformes tels que Twitter ou TikTok, attirant une large attention sur l'incident.

## Conséquences
En réponse à l'émeute, le conseil municipal lance un « examen d'urgence » concernant sa gestion des dossiers de garde d'enfants. Cette décision fait suite à des discussions avec des membres de la communauté rom gitane, qui ont accusé les autorités de « racisme systémique et de discrimination » dans la gestion de l'affaire impliquant une famille de leur communauté. Le 19 juillet, certains membres de la communauté organisent une veillée et scandé « s'il vous plaît, ramenez les enfants ». Les parents des enfants annoncent également faire une grève de la faim jusqu'au retour de leurs quatre enfants. Le 23 juillet, les enfants sont rendus à la famille.
Neuf citoyens roumains sont arrêtés à la suite de l'émeute, selon le ministère roumain des Affaires étrangères le 21 juillet. Huit d'entre eux sont libérés plus tard. La police inculpe un Roumain de 37 ans pour troubles violents et incendie criminel ayant mis en danger la vie d'autrui,. Le consulat roumain à Manchester déclare qu'il maintenait la communication avec la famille concernée par les mesures de garde d'enfants, ainsi qu'avec les autorités britanniques.
Le 3 août, la BBC rapporte que la police a arrêté 27 personnes en lien avec l'émeute de Harehills. Pat Twiggs, le chef adjoint de la police, exprime sa gratitude à ceux qui ont fourni des informations et affirme que d'autres arrestations sont attendues.
La journaliste Emilia Stankeviciute explique que « les facteurs contextuels locaux, comme la privation économique, peuvent rapidement transformer des incidents mineurs comme celui-ci en troubles importants ». Le magazine en ligne libertarien Spiked (en) soutient qu'en raison de la diversité rapportée des émeutiers, l'intégration et les tensions culturelles pourraient avoir joué un rôle dans les troubles.